# Salvador do Sul

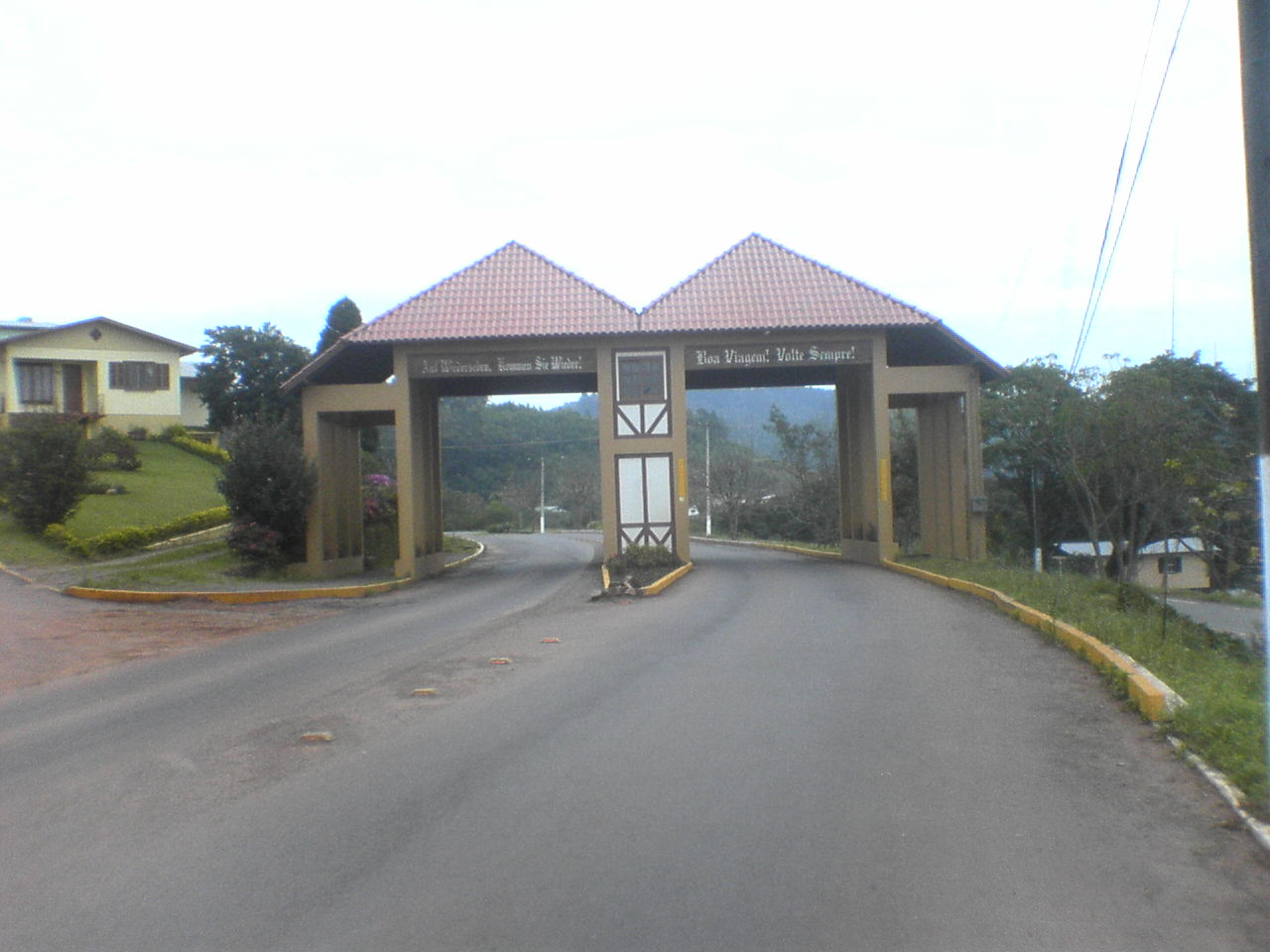
Entrada a la ciudad

Salvador do Sul es un municipio brasileño del estado de Rio Grande do Sul.
Se encuentra ubicado a una latitud de 29º26'18" Sur y una longitud de 51º30'41" Oeste, estando a una altitud de 493 metros sobre el nivel del mar. Su población estimada para el año 2004 era de 5 981 habitantes.
Ocupa una superficie de 128,52 km².
- Datos: Q519083
- Multimedia: Salvador do Sul / Q519083